# Lansac (Gironde)
Lansac ist eine französische Gemeinde mit 671 Einwohnern (Stand: 1. Januar 2022) im Département Gironde in der Region Aquitanien. Sie gehört zum Arrondissement Blaye und zum Kanton L’Estuaire. Die Einwohner werden Lansacais genannt.

## Lage
Lansac liegt in der historischen Provinz Angoumois in der Kulturlandschaft der Charente und in den Weinbergen des Weinbaugebietes Côtes de Bourg, 20 Kilometer nördlich von Bordeaux. Umgeben wird Lansac von den Nachbargemeinden Mombrier im Norden, Pugnac im Nordosten, Tauriac im Osten und Südosten, Bourg im Süden und Südwesten sowie Samonac im Westen.

## Bevölkerungsentwicklung
| Jahr                       | 1962 | 1968 | 1975 | 1982 | 1990 | 1999 | 2010 | 2020 |
| Einwohner                  | 535  | 599  | 631  | 606  | 610  | 639  | 689  | 682  |
| Quellen: Cassini und INSEE |      |      |      |      |      |      |      |      |

## Sehenswürdigkeiten
- Kirche Saint-Pierre, Monument historique
- Burgruine von Lansac
- Schloss Lamothe aus dem 19. Jahrhundert
- Schloss Fougas
- Windmühle und Tumulus von Le Grand Puy

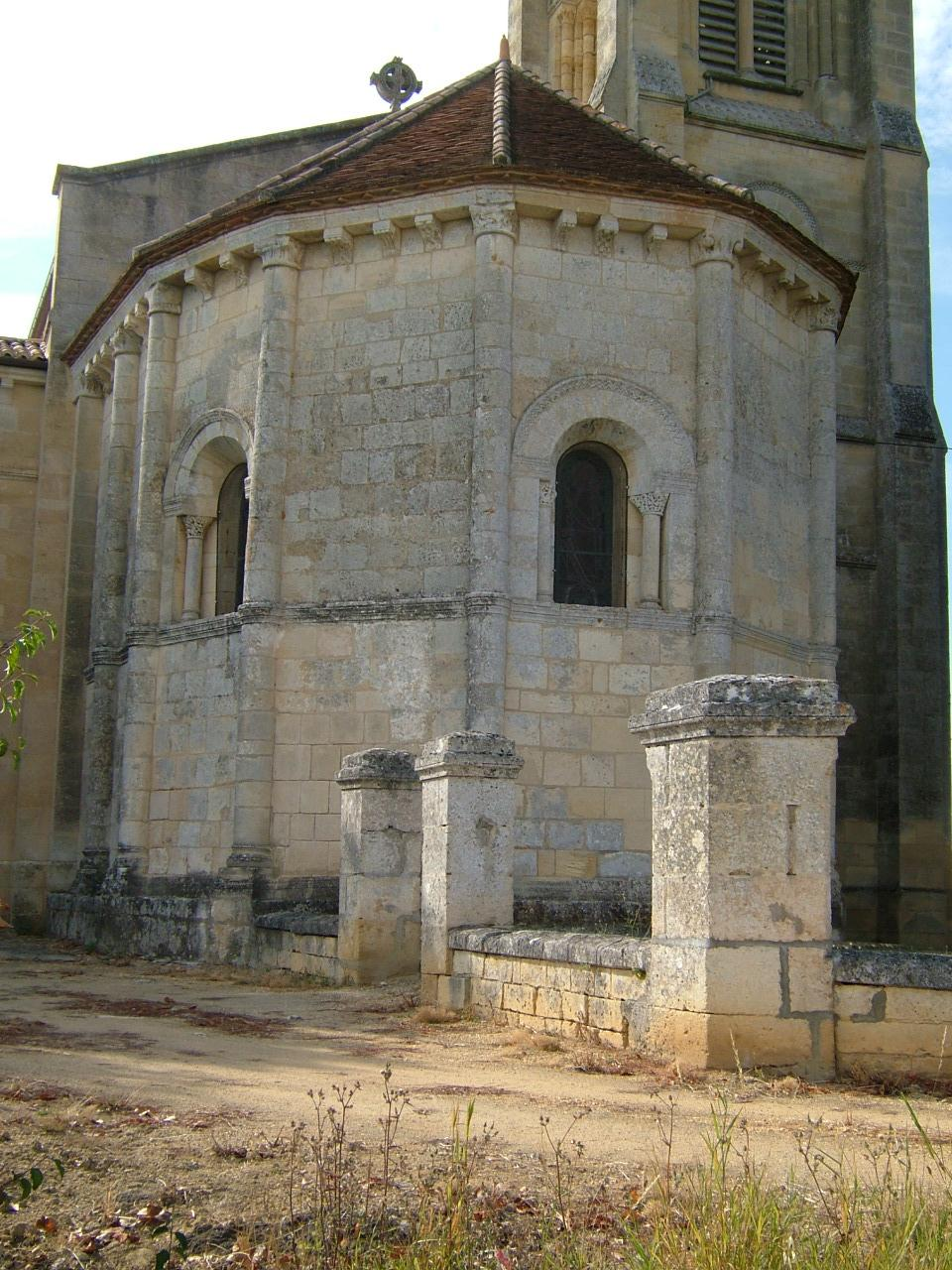
Kirche Saint-Pierre
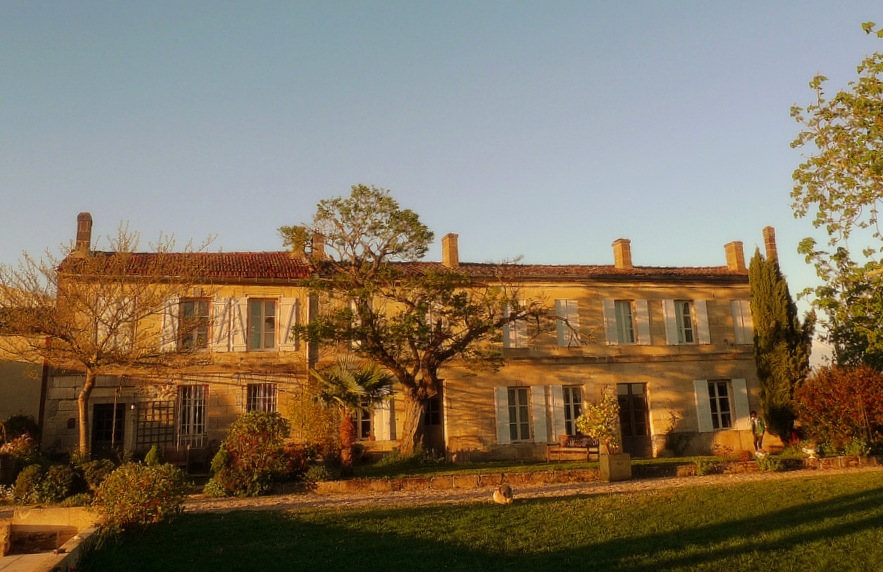
Schloss Martinat
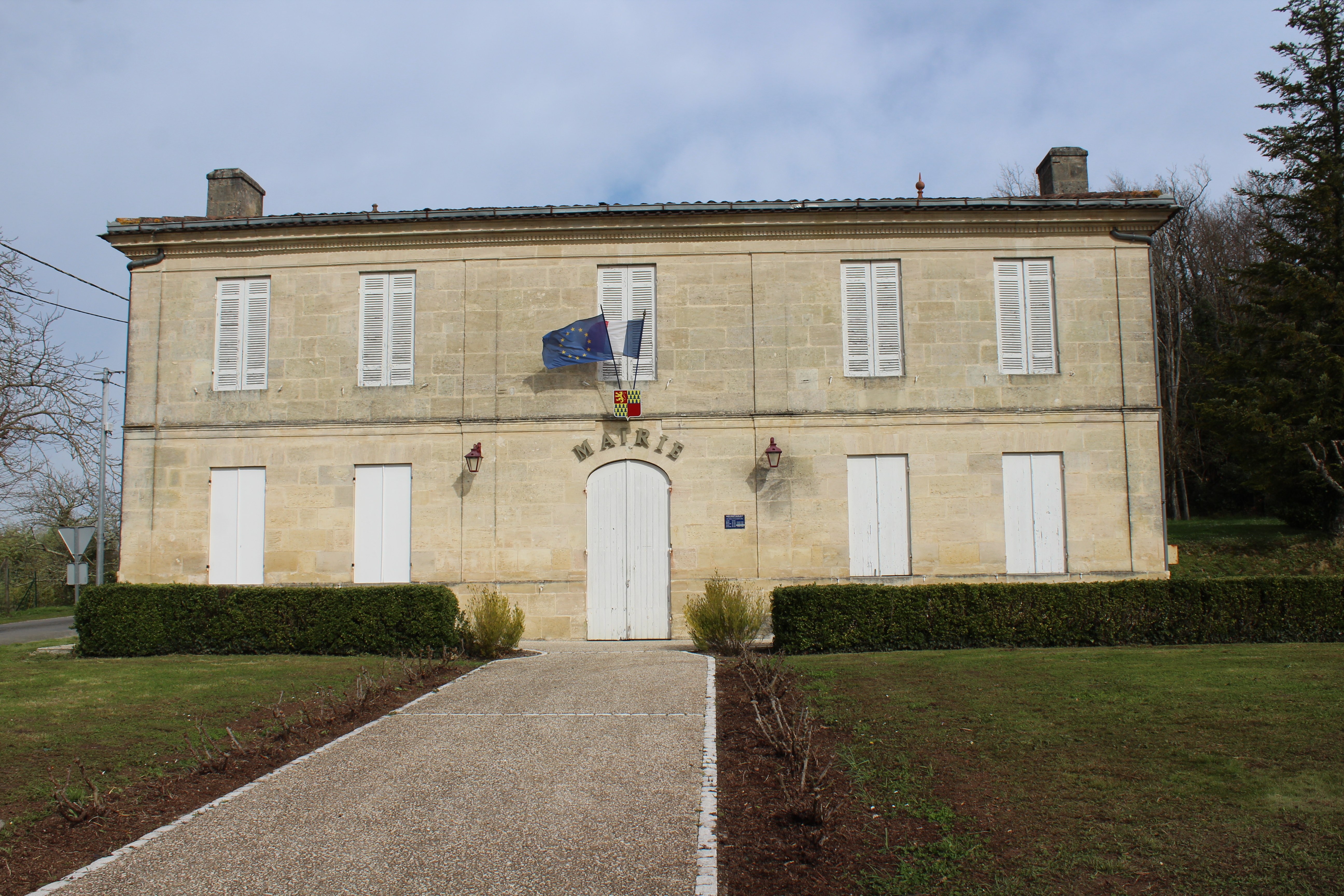
Rathaus (mairie)
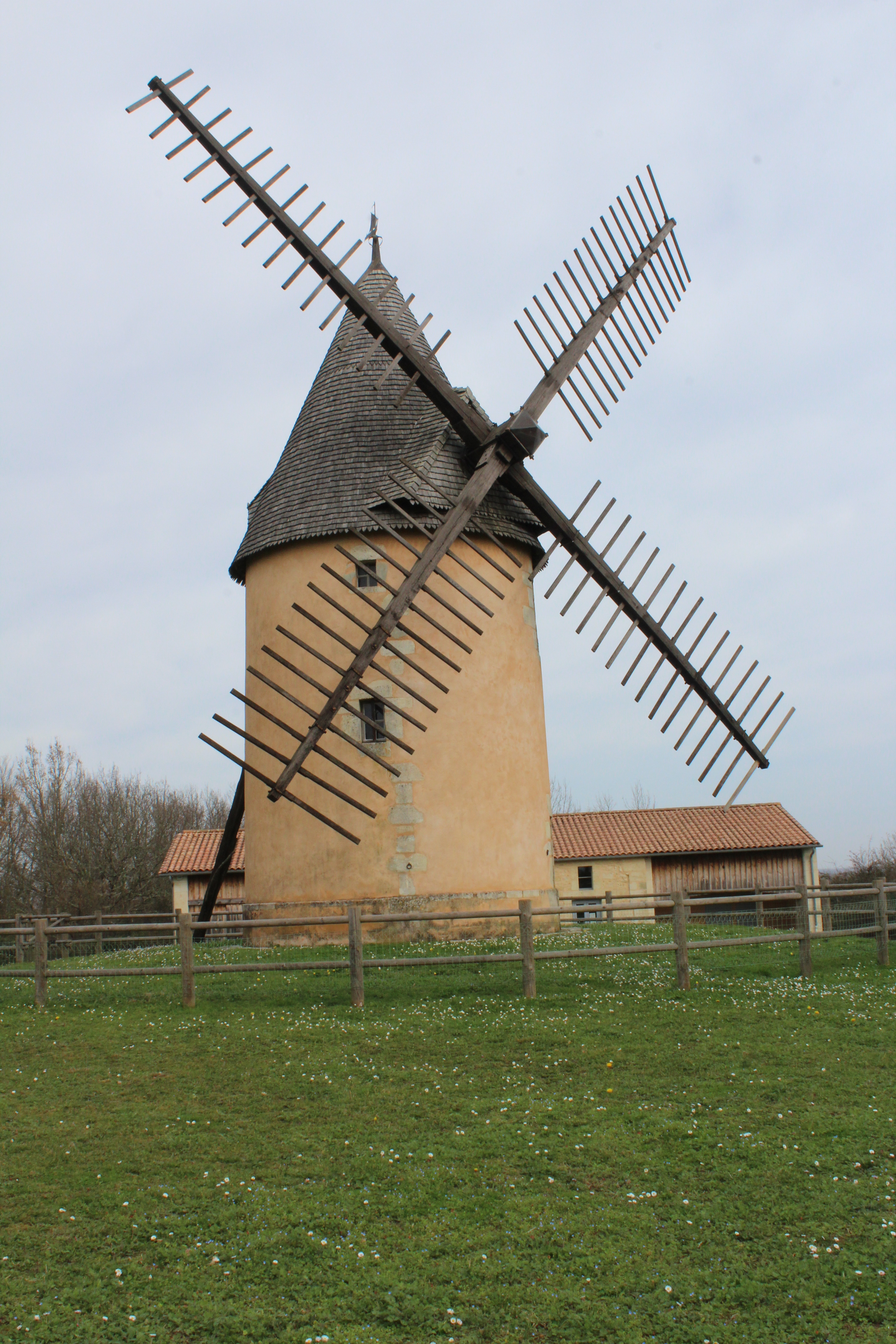
Windmühle Le Grand Puy
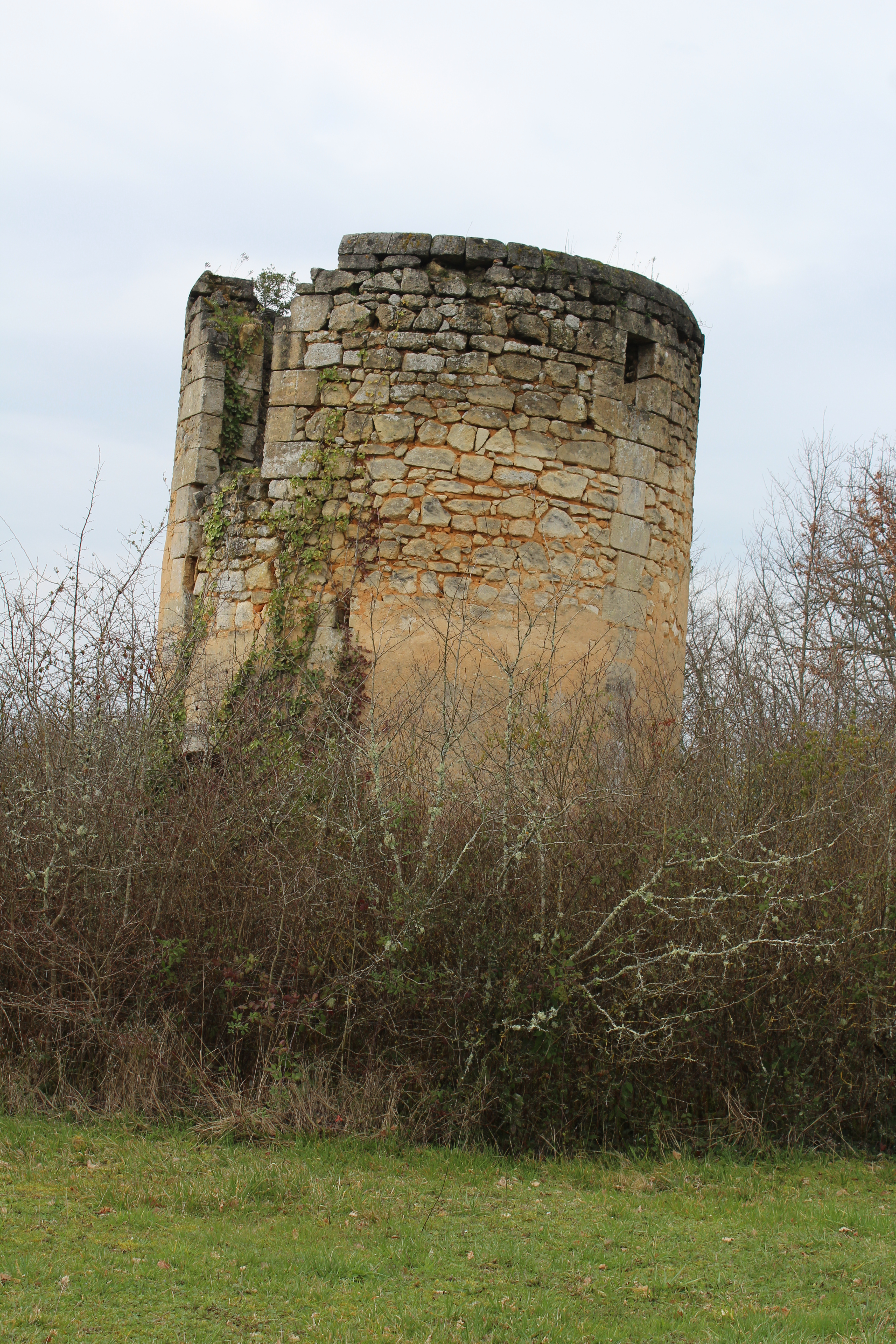
Mühlenruine